# Uniunea Polonezilor din România

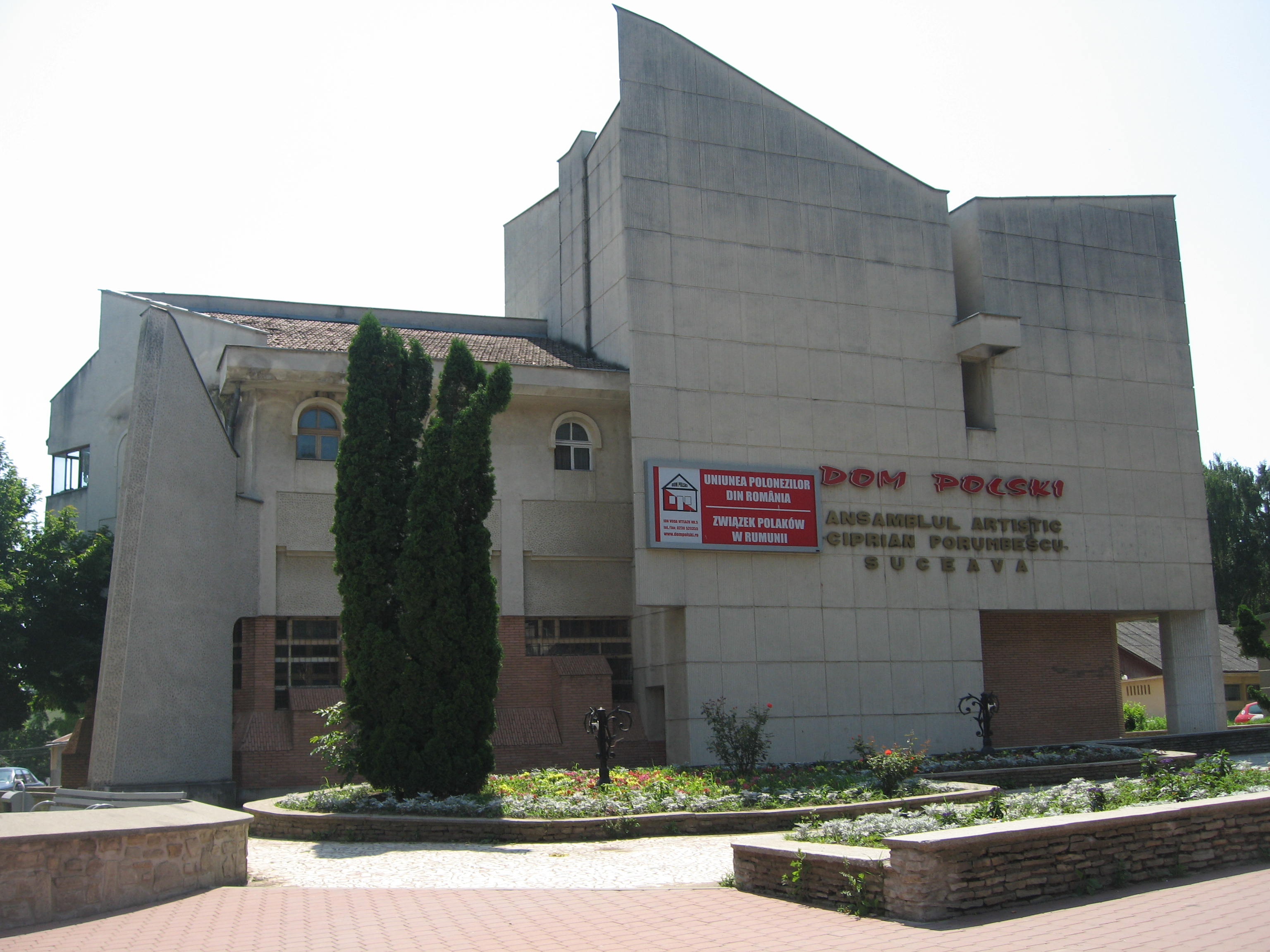
Sediul Uniunii Polonezilor din România (UPR) este reprezentat de „Dom Polski” sau Casa Polonă din municipiul Suceava.

Uniunea Polonezilor din România (UPR; în poloneză: Związek Polaków w Rumunii "Dom Polski") a fost înființată la 16 martie 1990 cu denumirea Uniunea Polonezilor din România în Suceava „Dom Polski” din inițiativa unui grup de polonezi din București. Sediul uniunii se află în Casa Polonă din Suceava (în poloneză: Dom Polski w Suczawie). Această formațiune politică reprezintă interesele minorității poloneze din România.

## Reprezentanți
Prima președintă a uniunii a fost Xenia Grabska-Stoica, iar vicepreședinți Andrei Răuță și Mihai Rainer. Pe 20 mai 1990 a fost înființată Asociația Polonezilor din Suceava. Președintele ei a fost Antoni Rojowski, care activa încă dinainte de cel de Al Doilea Război Mondial în Asociația de Ajutor Frățesc și Biblioteca Poloneză – organizație înființată la Suceava în 1903.
La Congresul Uniunii Polonezilor din România care a avut loc la Suceava în zilele de 13–14 aprilie 1991, cu participarea Asociațiilor nou înființate în Bucovina, Antoni Rojowski a fost ales președinte. În scurt timp sediul organizației a fost mutat la Suceava. Antoni Rojowski a fost președinte până în 1994. În anii 1990–1992, primul deputat din partea minorității poloneze în Parlamentul României a fost Antonie Lințmaier. Următorul presedinte, timp de două legislaturi – Iohan-Peter Babiaș (1994–2002) a fost în același timp și deputat al minorității poloneze. 
În anul 2002 președinte al Uniunii a fost ales Ghervazen Longher. Longher a fost condamnat penal în anul 2013, după ce și-a angajat fratele și sora la propriul cabinet de parlamentar. La alegerile parlamentare din 2016 mandatul de deputat din partea Uniunii Polonezilor din România a fost obținut de Victoria Longher, soția sa.

## Structură
Uniunea Polonezilor este singura organizație a polonezilor din România. Ea cuprinde comunitățile poloneze din Bucovina din satele județului Suceava, precum și polonezii răspândiți în țară, organizați în asociații ce activează în marile orașe. Uniunea activează, în principal, în scopul păstrării și cultivării tradițiilor, învățării limbii polone, menținerii legăturilor cu Polonia și manifestă grijă față de comunitățile poloneze din România. În prezent, organizația  cuprinde 15 asociații locale, la București, Constanța, Craiova, Iași, Suceava, Siret, Rădăuți, Vicșani, Solonețu Nou, Cacica, Pleșa, Poiana Micului, Păltinoasa, Gura Humorului, Moara. Sediul conducerii Uniunii se află în Casa Polonă din Suceava, construită în anii 1903–1907 și redobândită de către polonezi, după anii comunismului, în anul 1996.

## Legături externe
- Ultimele știri din presa românească despre „Uniunea Polonezilor din România” la Newskeeper
- Dom Polski - Site oficial
- Dom Polski - București Arhivat în 28 ianuarie 2016, la Wayback Machine.
- „Să salvăm de la uitare” - dompolski.ro, Autor: Alina Spaine, publicat pe 18 noiembrie 2015